# 日立市立助川小学校
日立市立助川小学校（ひたちしりつすけがわしょうがっこう）は、茨城県日立市助川町2-15-1にある日立市立小学校。

## 概要
助川小学校は、1939年4月に会瀬小学校を、1940年7月に中小路小学校を分離した。

## 沿革

### 年表
- 1873年
  - 7月27日 - 尺蠖舎（せきかくしゃ）として創立[7]。
  - 10月 - 助川小学校に改称[7]。
- 1877年10月 - 助川村旧郷倉地に移転[7]。
- 1886年4月10日 - 助川尋常小学校に改称[7]。
- 1889年4月1日 - 助川村が宮田村と分離、会瀬村と合併。高鈴尋常小学校に改称[7]。
- 1898年
  - 1月12日 - 助川城址（現在地）に移転[7]。
  - 12月25日 - 高等科を併置し、高鈴尋常高等小学校に改称[7]。
- 1925年1月1日 - 町制移行により助川町となる。助川尋常高等小学校に改称[7]。
- 1941年4月1日 - 助川国民学校に改称[7]。
- 1943年3月16日 - 校歌作成[7]。
- 1947年4月1日 - 日立市立助川小学校に改称。助川中学校を併置[7]。
- 1949年4月1日 - 助川中学校を分離[7]。
- 1951年10月27日 - この日を創立記念日とする[7]。
- 1977年11月28日 - 日本学校体育研究連合会賞を受賞[7]。
- 1983年10月27日・10月28日 - 第35回学校視聴覚教育全国大会の会場校となる[7][8]。
- 1996年11月26日 - 日本標準教育賞優秀学校賞を受賞[7]。
- 2001年4月26日 - 文部科学省より「次世代ITを活用した未来型教育研究開発事業」の指定を受ける（3年間）[7]。
- 2004年11月19日 - 優良PTA文部科学大臣表彰を受賞[7]。
- 2005年3月17日 - スクールミーティングを実施[9]。
- 2006年8月10日 - 日本道路協会より「道路功労者表彰」を受賞[7]。
- 2014年度 - 授業力ブラッシュアップ研修重点校（算数）に指定[10]。
- 2015年1月30日 - 第15回環境美化教育優良校等表彰で優良校に選定[11][12]。
- 2016年度 - 小学校教科担任制モデル校（理科）に指定[13]。
- 2016年8月1日 - 「道路ふれあい月間」における道路愛護団体等の国土交通大臣表彰を受賞[14][15][16]。
- 2020年4月1日 - 放課後子ども教室を開設[17]。
- 2022 - 2023年度 - NIE実践協力校授業公開、研究指定校に指定[18]。
- 2023年11月150周年を迎えた。

## 教育方針
（出典：）
教育目標
助川を誇りに思い、夢や希望をもって未来を拓く児童の育成
組織目標
1. 成長が実感できる学級づくり・授業づくり
2. 一人一人の子どもが安心して生活できる心の居場所づくり
3. 子ども・教師の笑顔と元気があふれる働き方改革の推進

## 児童会活動・クラブ活動など
（出典：）

### クラブ活動
- 屋外球技
- 室内球技
- パンポン
- 手芸
- 昔遊び・卓上ゲーム
- イラスト・パソコン
- 理科・工作

## 通学区域
（出典：）
- 日立市会瀬町
  - 3丁目25番1号から15号、26番
  - 4丁目1番AからC、5・9・16番（1号除く）
- 日立市鹿島町
  - 1丁目6から21番
  - 2丁目
  - 3丁目
- 日立市神峰町
  - 1丁目3・4・8・9番
  - 2丁目9番6から8号
- 日立市城南町
- 日立市助川町
- 日立市高鈴町
  - 1丁目
  - 2丁目
  - 5丁目2番
- 日立市弁天町
  - 1丁目12から14番、20から22番
  - 2丁目
  - 3丁目

## 進学先中学校
- 日立市立助川中学校
- 日立市立平沢中学校

## 学区内の主な施設
- 日立市役所本庁舎
- 助川交流センター
- 日立市保健センター
- 助川城跡公園
- 茨城県立日立第二高等学校
- 茨城県立日立工業高等学校
- 日立総合病院
- 日立児童相談所